# Stoofstraat (Brugge)
De Stoofstraat is een steeg in Brugge.

## Beschrijving
Stoofstraten waren er bij de vleet in het Brugge van de 14de-15de eeuw. Zo was er bijvoorbeeld een Stoofstraat op de Sint-Annaparochie, die later de Strostraat werd. Een andere Stoofstraat, gelegen tussen de Wulfhagestraat en de Noordzandstraat, werd later de Artoisstraat. Het was de glorietijd van de 'badstoven', soms erkende of clandestiene bordelen, die aan de gegoede Bruggelingen en aan de internationale populatie in Brugge ontspanning en gekruid plezier bezorgden.
Ongeveer al die straten kregen in de loop der tijden een andere naam. Alleen de hier behandelde Stoofstraat bleef de oorspronkelijke naam bewaren.
Om deze steeg te onderscheiden van andere straten met dezelfde naam sprak men meestal van de Stove bachten Walle, naast het Walplein. Het straatje heette oorspronkelijk de 'Kromme Walschestraat' of ook nog, meer triviaal, het 'Strontstraatje'.
In de tweede helft van de 20ste eeuw werd de weinig gebruikte steeg ontdekt door het toerisme en in de wandelroute ingeschakeld, met weldra verschillende handelszaken die op de toeristen zijn afgestemd.
De Stoofstraat loopt in elleboogvorm van de Katelijnestraat naar het Walplein.
Een 'Stoofstraat' komt ook voor in andere steden, zoals in Aalst, Antwerpen, Brussel (zie hier), Gent, Kortrijk, Luik (Rue de l'Étuve), Mechelen en Merchtem. Karel de Flou vermeldde een middeleeuwse Stoofstraat of Stovestraat in Aardenburg, Damme, Diksmuide, Duinkerke, Pittem, Tielt. Dit toont meteen aan dat het in de middeleeuwen om een zowat overal voorkomende activiteit ging, ook al is het natuurlijk niet zeker dat het in elk van de gevallen om een verwijzing naar een badstove ging.